# 雅典 (明尼蘇達州)
雅典（英語：Athens）是位於美國明尼蘇達州伊善提縣雅典鎮區的一個非建制地區。

## 地理
雅典所處的海拔為高於海平面282米（即925英呎），而該地所採用的時區為UTC-6，即北美中部時區（CST）。同時該地設有夏令時間，為UTC-6調快一小時，即UTC-5（CDT）。